# Oberonia gracillima
Oberonia gracillima är en orkidéart som beskrevs av Henry Nicholas Ridley. Oberonia gracillima ingår i släktet Oberonia och familjen orkidéer.
Artens utbredningsområde är Thailand. Inga underarter finns listade i Catalogue of Life.